# Теркулова, Наджия Абдурахмановна
Наджия Абдурахмановна Теркулова (25 июля 1929, Астрахань, РСФСР — 14 октября 2016, Казань, Татарстан, Российская Федерация) — советская и российская оперная певица, народная артистка Республики Татарстан (1982), солистка Татарской государственной филармонии имени Габдуллы Тукая.

## Биография
В 1957 году окончила вокальное отделение Казанской государственной консерватории (класс профессора Елены Абросимовой) и была распределена на должность солистки-вокалистки в Ансамбль песни и танца Татарской АССР.
В 1957 году участвовала в качестве солистки ансамбля в декаде татарского искусства и литературы в Москве.
В 1958 году принимала участие во Всесоюзном конкурсе артистов эстрады в Москве, где удостоилась звания дипломантки конкурса и была награждена почётной грамотой Министерства культуры СССР.
С 1959 до 1962 годы выступала в Казахском академическом театре оперы и балета имени Абая (Алма-Ата).
С 1962 по 1965 год — солистка музыкально-литературной лектории Калининской областной академической филармонии.
С 1964 по 1965 год — солистка Москонцерта.
С 1965 по 1991 год работала в музыкально-литературном лектории Татарской государственной филармонии.
Принимала активное участие в работе Союза композиторов и Союза писателей Татарстана, вела большую работу по пропаганде татарской профессиональной музыки на радио и телевидении.
После выхода на пенсию участвовала в работе клуба ветеранов сцены «Илһамият».

## Награды
- Почётная грамота Министерства культуры СССР
- Народная артистка Республики Татарстан (1982)
- Благодарственное письмо Президента Республики Татарстан (2009)

## Звукозаписи
- Записи песен в исполнении Н.Теркуловой 1973-1984 гг. выпущены на грампластинке «Поет Наджия Теркулова» - Москва: Мелодия, 1986 (Ленинград: Ленинградский завод грп.)[1]